# Plantago heterophylla
Plantago heterophylla là một loài thực vật có hoa trong họ Mã đề. Loài này được Nutt. miêu tả khoa học đầu tiên năm 1837.